# هنري س. غانينغ
هنري س. غانينغ هو أستاذ جامعي وجيولوجي كندي، ولد في 9 سبتمبر 1901 في بلفاست في المملكة المتحدة، وتوفي في 1991.